# Jérémy Pouge
Jérémy Pouge (Tournon-sur-Rhône, 3 de mayo de 1980) es un deportista francés que compitió en remo. Ganó cuatro medallas en el Campeonato Mundial de Remo entre los años 2004 y 2007.

## Palmarés internacional
| Campeonato Mundial | Campeonato Mundial | Campeonato Mundial | Campeonato Mundial        |
| Año                | Lugar              | Medalla            | Prueba                    |
| ------------------ | ------------------ | ------------------ | ------------------------- |
| 2004               | Bañolas (España)   | Medalla de oro     | Ocho con timonel ligero   |
| 2005               | Kaizu (Japón)      | Medalla de oro     | Cuatro sin timonel ligero |
| 2006               | Eton (Reino Unido) | Medalla de plata   | Cuatro sin timonel ligero |
| 2007               | Múnich (Alemania)  | Medalla de plata   | Cuatro sin timonel ligero |